# Olga Akimovna Wolkenstein
Olga Akimovna Wolkenstein, née à Kichinev en 1871 et morte à Léningrad en mars 1942, est une journaliste russe, historienne et traductrice, chef de file du mouvement pour le droit des femmes dans la Russie pré-révolutionnaire. 
Elle publie sous son nom et sous plusieurs pseudonymes, W, W - n, O W- ъ, O, O. W., Olgovich, W - n, O.

## Biographie
Olga Akimovna Wolkenstein est née à Kichinev en 1871. Elle est la fille du médecin militaire Akim Philippovtich Wolkenstein. Elle étudie au Gymnasium pour filles de Kichinev, puis au Collège de Musique de Kiev . À partir de 1898 elle vit à Saint-Pétersbourg, où elle est assistante dans le service juridique des Routes d'Accès du Sud-Est de la Russie; son oncle, l'avocat Mikhaïl Philippovitch Wolkenstein est alors le Directeur de la Société d'Accès et des Chemins de Fer en Russie. Elle est membre de la Société Littéraire de Saint-Pétersbourg et participe à la Direction de l'Union pour l'Égalité des Femmes. Elle a collabore à de nombreux périodiques comme journaliste et historienne. Militante active, elle participe au congrès de Copenhague de l'Alliance Internationale pour le suffrage des Femmes. Elle a été l'une des organisatrices du premier Congrès Panrusse des Femmes, dont elle couvrira le travail pour le journal La Pensée russe. En 1913, elle fut accréditée à la Douma d'État en tant que correspondante du journal de Kichinev La vie de Bessarabie. Elle vivra de 1906 à 1908 et de 1917 à 1920 à Petrograd et à Rostov-sur-le-Don, Tver et Moscou.
À Leningrad, elle vivait 51 avenue Karl Liebknecht, apt. 9. Elle est morte de faim en mars 1942 pendant le blocus de Leningrad et fut enterrée au cimetière de Piskarevskoïe.

### Famille
Olga Akimovna Wolkenstein fait partie de la famille judéo-allemande originaire de Galicie, la famille Wolkenstein. Son père était le médecin militaire Akim Philippovitch Wolkenstein, ses oncles avocats Mikhaïl Philippovitch Wolkenstein (1859-1934) et Lev Philippovitch Wolkenstein (1858-1935) étaient amis d'Anton Tchekhov.
Son frère avocat, Fédor Akimovitch Wolkenstein (1874-1937), était le premier mari de Natalia Krandievskaïa-Tolstoï, père du physicien-chimiste Fyodor Fedorovitch Wolkenstein (1908-1985).

### Carrière littéraire
Olga Akimovna Wolkenstein publiera dans de nombreux journaux - Aide au travail (1904), École et vie (1907), Pensée russe (1909), Discours (1910-1916), Matin de Russie (1910-1911), Journal illustré moderne (1913), Mot moderne (1913-1914), Jour (1914), Contemporain (1916), Vagues (1910), Notre Gazette (1909), Notre Vie (1909), Nature et peuple (1909), Pensée de Kiev (1913), Russie travailleuse, Le Soleil de Russie (1912), Semaine (1914), Nouvelles des Députés de l'Armée rouge, revue hebdomadaire bibliographique Compagnon du lecteur, Dictionnaire des sciences juridiques et d'État (1900-1901).
Elle publiera sur le droit électoral et l'égalité des femmes,, mais également plusieurs dizaines de livres et pamphlets historiques et politiques, dont Pourquoi avons-nous besoin de la liberté d'expression et des rassemblements ? (1906), Qui a besoin du suffrage universel et pourquoi (1906), Les Grands Troubles de la terre russe, 1584-1613 (1907), Le Soulèvement paysan en Angleterre (1907), Les Grandes Réformes des années 60 (1908), La Grande Révolution française de 1789 (1917), Suffrage universel : élections à l'Assemblée constituante (1917), Loi sur le Volost Zemstvo (1917), Comment les Britanniques élisent leurs représentants (1917), Monarchie ou République (1917), Libération de la femme (1917), République fédérale d'Autriche (1917), Élections proportionnelles à l'Assemblée constituante (1917), La Suisse, pays de la vraie démocratie (1917), Pas le tsar, mais la loi(1917), Droits de l'homme et droits civils (1917), La République des États-Unis d'Amérique (1918), Comment et pourquoi la grands Révolution française de 1789 »(1919).
Elle a traduit les livres de Georg Schuster Secret Sociétés, Unions et Ordres de l'allemand au russe en 2 volumess. (Saint-Pétersbourg, 1905 et 1907, 1997), et Gottfried Koch "Essais sur l'histoire des idées politiques et de l'administration publique" (Saint-Pétersbourg, 1906).  